# Јања (Бијељина)
Јања је насељено мјесто у граду Бијељина, Република Српска, БиХ. Према попису становништва из 2013. године, у насељу је живјело 10.552 становника.
Овдје се налази црква Светог Илије у Јањи.

## Положај
Јања се налази у сјевероисточном дијелу БиХ, у јужној Семберији, 11 км јужно од Бијељине, на ријеци Јањи.
Локална привреда се заснива на прехрамбеној индустрији.

## Историја
Овде постоји ФК Подриње Јања основан 1927. године.

## Становништво
|                      | 2013.           | 1991.           | 1981.           | 1971.           | 1961.          |
| Укупно               | 11 710 (100,0%) | 10 458 (100,0%) | 9 226 (100,0%)  | 7 945 (100,0%)  | 6 915 (100,0%) |
| Бошњаци              | 8 532 (72,86%)  | 9 871 (94,39%)1 | 8 451 (91,60%)1 | 7 495 (94,34%)1 | –              |
| Срби                 | 3 054 (26,08%)  | 221 (2,113%)    | 143 (1,550%)    | 320 (4,028%)    | –              |
| Остали               | 23 (0,196%)     | 167 (1,597%)    | 77 (0,835%)     | 48 (0,604%)     | –              |
| Роми                 | 19 (0,162%)     | –               | 19 (0,206%)     | –               | –              |
| Неизјашњени          | 18 (0,154%)     | –               | –               | –               | –              |
| Хрвати               | 17 (0,145%)     | 17 (0,163%)     | 3 (0,033%)      | 10 (0,126%)     | –              |
| Православци          | 11 (0,094%)     | –               | –               | –               | –              |
| Непознато            | 10 (0,085%)     | –               | –               | –               | –              |
| Босанци              | 8 (0,068%)      | –               | –               | –               | –              |
| Албанци              | 7 (0,060%)      | –               | 19 (0,206%)     | 16 (0,201%)     | –              |
| Муслимани            | 7 (0,060%)      | –               | –               | –               | –              |
| Југословени          | 2 (0,017%)      | 182 (1,740%)    | 502 (5,441%)    | 40 (0,503%)     | –              |
| Босанци и Херцеговци | 2 (0,017%)      | –               | –               | –               | –              |
| Црногорци            | –               | –               | 9 (0,098%)      | 9 (0,113%)      | –              |
| Словенци             | –               | –               | 2 (0,022%)      | 1 (0,013%)      | –              |
| Мађари               | –               | –               | 1 (0,011%)      | 2 (0,025%)      | –              |
| Македонци            | –               | –               | –               | 4 (0,050%)      | –              |

1. 1 На пописима од 1971. до 1991. Бошњаци су пописивани углавном као Муслимани.

Пораст броја српског становништва у насељу је последица формирања новог насеља за расељене и избегле Србе под именом „Нова Јања” западно од варошице Јање.